# Vladimir Nikolaevič Davydov
Vladimir Nikolaevič Davydov in russo Владимир Николаевич Давыдов?, pseudonimo di Ivan Nikolaevič Gorelov (Novomyrhorod, 7 gennaio 1849 – Mosca, 23 giugno 1925) è stato un attore teatrale russo.
Nominato "Artista nazionale dell'Unione Sovietica" nel 1922, è considerato uno dei più importanti attori teatrali della storia del teatro russo.

## Biografia
Interprete raffinato ed eclettico, nella sua carriera interpretò ben 547 personaggi i quali prevalentemente erano ruoli comici. Ma fu anche un popolare attore tragico e del vaudeville e recitò persino in ruoli femminili. Tra i suoi autori russi prediletti figurano Aleksandr Sergeevič Griboedov, Ivan Sergeevič Turgenev, Nikolaj Vasil'evič Gogol' e Anton Čechov e, tra gli stranieri, Shakespeare e Molière.
Negli ultimi anni della sua vita, Vladimir Nikolaevič Davydov insegnò recitazione nella scuola teatrale di San Pietroburgo e scrisse un libro di memorie dal titolo Storia del passato in russo Рассказ о прошлом? pubblicato postumo nel 1962.